# On Air (album des Rolling Stones)
Pour les articles homonymes, voir On Air.
Albums de The Rolling Stones
Blue & Lonesome
(2016) Confessin' The Blues
(2018)
On Air est un album des Rolling Stones, sorti en 2017. Il s'agit d'une compilation d'enregistrements live dans le cadre d'émissions de la BBC.

## Historique
De 1963 à 1965, les Rolling Stones enregistrent régulièrement des sessions live à la BBC pour une diffusion dans plusieurs programmes afin de promouvoir leurs chansons.
Plus de cinquante ans plus tard, la maison de disque ABKCO, qui possède le catalogue du groupe jusqu'en 1970, décide de compiler ces enregistrements dans un album live intitulé On Air[réf. souhaitée].
Pour réussir à jouer live l'âme des chansons telles qu'elles ont été jouées pour la première fois, tout en les remettant au goût du jour, ABCKO a fait appel à une équipe d'ingénieurs de son d'Abbey Road pour retravailler ces bandes sonores. Elles subissent pour cela un procédé appelé "audio source separation", qui consiste à les "dé-mixer", séparant la voix et les instruments, puis les chansons sont reconstruites en équilibrant et remixant le son.

## Liste des chansons
| 1.  | Come On                              | Chuck Berry                                     | Saturday Club, 26/10/1963   | 2:05 |
| 2.  | (I Can’t Get No) Satisfaction        | Jagger/Richards                                 | Saturday Club, 1965         |      |
| 3.  | Roll Over Beethoven                  | Chuck Berry                                     | Saturday Club, 1963         |      |
| 4.  | The Spider And The Fly               | Jagger/Richards                                 | Yeah Yeah, 1965             |      |
| 5.  | Cops And Robbers                     | Ellas McDaniel                                  | In Rhythm, 1964             |      |
| 6.  | It's All Over Now                    | Bobby Womack, Shirley Womack                    | The Joe Loss Pop Show, 1964 |      |
| 7.  | Route 66                             | Bobby Troup                                     | In Rhythm, 1964             |      |
| 8.  | Memphis, Tennessee                   | Chuck Berry                                     | Saturday Club, 1963         |      |
| 9.  | Down The Road Apiece                 | Don Raye                                        | Top Gear, 1965              |      |
| 10. | The Last Time                        | Jagger/Richards                                 | Top Gear, 1965              |      |
| 11. | Cry to Me                            | Bert Russell                                    | Saturday Club, 1965         |      |
| 12. | Mercy, Mercy                         | Don Covay/Ronnie Miller                         | Yeah Yeah, 1965             |      |
| 13. | Oh! Baby (We Got A Good Thing Goin’) | Barbara Lynn Ozen                               | Saturday Club, 1965         |      |
| 14. | Around And Around                    | Chuck Berry                                     | Top Gear, 1964              |      |
| 15. | Hi Heel Sneakers                     | Robert Higgenbotham                             | Saturday Club, 1964         |      |
| 16. | Fannie Mae                           | Bobby Robinson, Buster Brown, Clarence L. Lewis | Saturday Club, 1965         |      |
| 17. | You Better Move On                   | Arthur Alexander                                | In Rhythm, 1964             |      |
| 18. | Mona Blues                           | Ellas McDaniel                                  | In Rhythm, 1964             |      |

| 19. | I Wanna Be Your Man               | Lennon/McCartney                        | Saturday Club, 1964         |  |
| 20. | Carol                             | Chuck Berry                             | Saturday Club, 1964         |  |
| 21. | I’m moving On                     | Hank Snow                               | The Joe Loss Pop Show, 1964 |  |
| 22. | If You Need Me                    | Wilson Pickett                          | The Joe Loss Pop Show, 1964 |  |
| 23. | Walking the Dog                   | Rufus Thomas                            | Saturday Club, 1964         |  |
| 24. | Confessin' the Blues The Joe Loss | Jay McShann, Walter Brown               | Pop Show, 1964              |  |
| 25. | Everybody Needs Somebody To Love  | Jerry Wexler, Bert Berns, Solomon Burke | Top Gear, 1965              |  |
| 26. | Little By Little                  | Nanker Phelge                           | The Joe Loss Pop Show, 1964 |  |
| 27. | Ain’t That Loving You Baby        | Clyde Otis, Ivory Joe Hunter            | Rhythm And Blues, 1964      |  |
| 28. | Beautiful Delilah                 | Chuck Berry                             | Saturday Club, 1964         |  |
| 29. | Crackin’ Up                       | Jagger, Richards                        | Top Gear, 1964              |  |
| 30. | I Can't Be Satisfied              | Muddy Waters                            | Top Gear, 1964              |  |
| 31. | I Just Want to Make Love to You   | Willie Dixon                            | Saturday Club, 1964         |  |
| 32. | 2120 South Michigan Avenue        | Nanker Phelge                           | Rhythm and Blues, 1964      |  |

## Personnel
- Mick Jagger - chant, harmonica
- Keith Richards - guitare, chœurs
- Brian Jones - guitare, harmonica
- Bill Wyman - basse, chœurs
- Charlie Watts - batterie

## Personnel additionnel
- Ian Stewart – piano sur Down the Road a Piece et Everybody Needs Somebody to Love